# Baldassarre Orero
Alessandro Baldassarre Orero (Novara, 1º giugno 1841 – Novara, 11 novembre 1914) è stato un generale italiano che fu, tra le altre cose, governatore dell'Eritrea italiana.

## Biografia
Nato a Novara nel 1841, Alessandro Baldassarre Orero (meglio conosciuto con il secondo nome) iniziò la propria carriera militare durante la seconda guerra d'indipendenza, distinguendosi nella campagna del 1860 durante l'assedio di Borgo Pio e di Gaeta. Nel 1866 si era meritato la croce di Savoia dopo la battaglia di Pozzolano.
Promosso al grado di maggior generale nel 1887, decise di intraprendere quindi le proprie attività militari nelle colonie italiane in Africa, venendo chiamato dal 4 novembre 1889 a sostituire il generale Antonio Baldissera nel comando delle truppe italiane in Eritrea con il titolo di "Comandante superiore delle truppe di Massaua". Durante la propria reggenza, che ebbe effetto a partire dal 20 dicembre di quello stesso 1889, le colonie italiane nell'area erano ormai mature per potere essere riunite sotto il nome di Eritrea e come tale lo stesso Orero si trovò dal 1º gennaio 1890 con il ruolo di Comandante militare dell'Eritrea, rimanendo in carica sino al 30 giugno di quello stesso anno.
Morì a Novara nel 1914.